# Mick Harford
Michael Gordon Harford, angleški nogometaš in trener, * 12. februar 1959, Sunderland, Anglija, Združeno kraljestvo.
Svojo poklicno kariero nogometaša je pričel leta 1977.
Bil je član angleške nogometne reprezentance.